# Laurent Binet
Laurent Binet (Parigi, 19 luglio 1972) è uno scrittore francese.
Figlio di uno storico, laureato all'Università di Parigi in letteratura, ha insegnato in alcune scuole secondarie della regione parigina ed è titolare della cattedra di letteratura all'università Paris VIII.
Ha vinto il Prix Goncourt du Premier Roman nel 2010 per il suo primo romanzo, HHhH. che racconta l'ideazione e la realizzazione dell'Operazione Antropoide, che portò, nel 1942, all'uccisione del gerarca nazista Reinhard Heydrich.

## Opere
- Forces et faiblesses de nos muqueuse Le Manuscrit, 2000
- La vie professionnelle de Laurent B. Little big man, 2004, ISBN 978-2-915557-52-7
- HHhH, Grasset & Fasquelle, 2010, ISBN 978-2-246-76001-6
  -  Laurent Binet, HHhH, traduzione di Margherita Botto, Einaudi, 2011,  p. 337, ISBN 978-88-06-20753-3.
- Rien ne se passe comme prévu, Grasset, 2012
- La Septième Fonction du langage, Grasset, 2015
  -  Laurent Binet, La settima funzione del linguaggio, traduzione di Anna Maria Lorusso, La nave di Teseo, 2018,  p. 454, ISBN 978-88-93-44482-8.
- Civilizations (Grasset) 2019